# الهام حاتمی
الهام حاتمی تهیه‌کننده، کارگردان و مستندساز است.

## فعالیت هنری
الهام حاتمی فعالیت هنری خود را از سال ۱۳۷۸ با ساخت برنامه‌های کوتاه ۱۵ دقیقه‌ای برای شبکه جام‌جم، شبکه۱ و شبکه ۳ آغاز کردو تا اولین روزهای سال ۱۳۹۹ با ساخت برنامه تلویزیونی چهل‌تیکه به تولید برنامه‌های تلویزیونی مشغول بوده‌است.

### ساخت برنامه تلویزیونیچهل تیکه
الهام حاتمی در سال ۱۳۹۷ اولین سری از برنامه تلویزیونی چهل‌تیکه را برای شبکه نسیم تولید کرد. این برنامه با اقبال عمومی مخاطبان تلویزیون مواجه شد. اولین سری تولید و پخش این برنامه تلویزیونی با اجرای الهه پرسون همراه بود.  بعد از آن مهرماه سال 1398 ساخت سری سوم این برنامه با اجرای محمدرضا علیمردانی آغاز شد و پخش آن از شبکه نسیم تا پایان اسفند ۱۳۹۸ ادامه داشت.
الهام حاتمی برای ساخت سری بعدی چهل تیکه دو سال زمان خود را در آرشیو سازمان صداوسیما به جمع‌آوری مجموعه‌ای از فیلم‌ها و برنامه‌های کمتر دیده شده یا فراموش شده از مهمانان برنامه چهل تیکه گذراند.
با افزایش مخاطبان این برنامه، تولید ویژه برنامه نوروزی شبکه نسیم برای سال ۱۳۹۹ نیز به چهل تیکه محول شد.
اقبال برنامه تلویزیونی چهل‌تیکه نزد مخاطبان تلویزیون بیشتر به‌خاطر رویکرد نوستالژیک به گذشته‌های دورمهمانان این برنامه بود. از جمله مهمانان این برنامه می‌توان به مهدی فخیم‌زاده، داریوش فرهنگ، مرجانه گلچین، مصطفی رحماندوست، محمد گلریز و … می‌توان اشاره کرد.

### تولید برنامه‌های تلویزیونی
| نام برنامه            | کارگردان       | تهیه‌کننده   | پخش سیما  |
| --------------------- | -------------- | ----------- | --------- |
| شبکه ۱ شبکه هر ایرانی | الهام حاتمی    | -           | شبکه ۱    |
| بیدمشک                | الهام حاتمی    | -           | شبکه ۱    |
| خانه امن وطن          | الهام حاتمی    | -           | شبکه ۱    |
| هفت سین               | گروه کارگردانی | -           | شبکه ۱    |
| فیروزه                | الهام حاتمی    | -           | شبکه ۱    |
| چهل تیکه              | الهام حاتمی    | الهام حاتمی | شبکه نسیم |

### تولیدفیلم مستند
| نام مستند      | کارگردان                 | موضوع             | پخش    |
| -------------- | ------------------------ | ----------------- | ------ |
| بهشت نقره‌ای    | الهام حاتمی              | شهر تهران         | -      |
| بازگشت         | الهام حاتمی - محمد حاتمی | مشکلات زیست محیطی | -      |
| صادره از تهران | الهام حاتمی - محمد حاتمی | -                 | -      |
| مستوره آفرینش  | الهام حاتمی              | نقش زنان در جامعه | شبکه ۳ |